# Ice Spice
Isis Naija Gaston (Nova Iorque, 1 de janeiro de 2000), mais conhecida pelo nome artístico Ice Spice, é uma rapper americana. Ela cresceu em Bronx, na cidade de Nova Iorque, e começou sua carreira em 2021, depois de conhecer o produtor musical RiotUSA, enquanto estudava na State University of New York em Purchase. Ela ganhou reconhecimento no final de 2022 com sua canção "Munch (Feelin' U)".
O lançamento de seus singles "Bikini Bottom" e "In Ha Mood", precedeu seu extended play (EP) de estreia Like..? (2023). Em 2023, ela conquistou sua primeira entrada na Billboard Hot 100 dos Estados Unidos com "Gangsta Boo", uma colaboração com Lil Tjay, e seu remix, "Boy's a Liar Pt. 2", em colaboração com PinkPantheress, alcançou o top três.
Os jornalistas musicais têm observado o estilo descontraído de rap de Ice Spice como único. Publicações como The New York Times e Billboard a apelidaram de "a nova princesa do rap". Ela foi descrita como uma "estrela em ascensão" pela revista Time.

## Biografia
Isis Gaston nasceu em 1 de janeiro de 2000, no Bronx, na cidade de Nova York, onde foi criada no bairro de Fordham Road. Ela é a mais velha de cinco irmãos. Seu pai, um ex-rapper underground, é afro-americano, enquanto sua mãe, que deu à luz a Gaston aos 17 anos, é dominicana. Os dois se conheceram em um McDonald's e se divorciaram quando Gaston tinha dois anos. Como seus pais estavam sempre ocupados trabalhando, ela passava grande parte do tempo com os avós e primos enquanto crescia. Ela foi para a escola no Bronx até ser transferida para a Sacred Heart High School, uma escola católica de ensino médio em Yonkers. Aos sete anos, ela gostou do hip hop depois de ouvir rappers como Lil' Kim, Nicki Minaj e outros e escreveu poesia e raps freestyle desde o ensino fundamental até o ensino médio. Em entrevista à Billboard, Ice explicou que cresceu ouvindo nomes como Jay-Z, 50 Cent e Wu-Tang Clan por causa do passado de seu pai como rapper. Começou a compor digitando letras no aplicativo Notas de seu iPhone, ouvindo instrumentais de hip-hop e fazendo rap em voz alta. "Quando vi a Nicki [Minaj], fiquei tão hipnotizada", explicou Ice Spice. "Ela é a primeira rapper feminina que eu vi. E desde então, eu estava meio que decidida sobre o que eu queria ser." Ela escolheu Ice Spice como seu nome artístico enquanto era caloura no ensino médio.

## Carreira

### 2021–presente: Início da carreira eLike..?

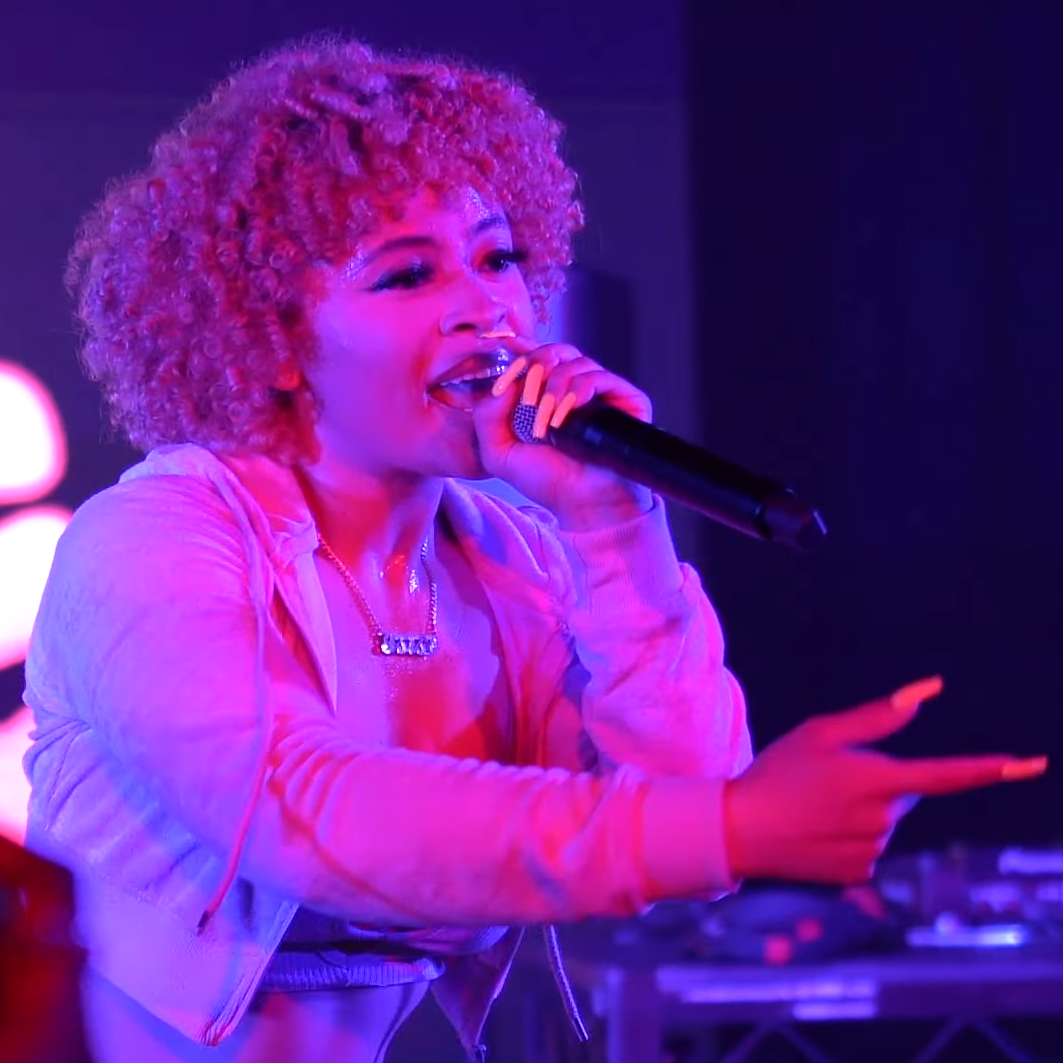
Ice Spice se apresentando em 2022

Ice Spice começou a fazer rap em 2021, após conhecer o produtor musical RiotUSA, enquanto eles estudavam na State University of New York em Purchase, da qual ela acabou desistindo. Ele produziu o single de estreia dela, "Bully Freestyle", lançada em março de 2021, depois que um vídeo de Ice Spice fazendo o desafio "Buss It" se tornou viral no Twitter. Sua canção, "Name of Love", ganhou força no SoundCloud, o que a tornou popular no Instagram. Sua canção, "Munch (Feelin' U)", lançada em 10 de agosto de 2022, com um vídeo, e também produzida pelo RiotUSA e distribuída pela WorldStarHipHop, ganhou popularidade após obter o apoio de Drake, que tocou a canção em sua estação de rádio Sound 42 da Sirius XM. Posteriormente, tornou-se viral no Twitter e no TikTok, e entrou nas paradas Hot R&B/Hip-Hop Songs e Bubbling Under Hot 100 da Billboard. Em setembro de 2022, Ice Spice apareceu como artista convidada na canção "One Time" de B-Lovee. No final daquele mês, ela assinou um contrato com a 10K Projects e a Capitol Records. Em 28 de outubro, ela lançou o single "Bikini Bottom". O EP de estreia de Ice Spice, Like..?, foi lançado em 20 de janeiro de 2023 e incluiu os singles "Munch (Feelin 'U)", "Bikini Bottom" e "In Ha Mood".
Em fevereiro de 2023, Ice Spice colaborou com Lil Tjay em um tributo no single "Gangsta Boo", a falecida rapper de mesmo nome, que se tornou sua primeira entrada na Billboard Hot 100 dos Estados Unidos na 82.ª posição. Em 3 de fevereiro de 2023, foi lançado o remix da canção da cantora PinkPantheress, "Boy's a Liar Pt. 2" com Ice Spice e o videoclipe correspondente. A canção alcançou a 3.ª posição na Billboard Hot 100, a posição mais alta para ambas as artistas. Em abril de 2023, ela lançou o remix de "Princess Diana" com Nicki Minaj. A canção alcançou a 4.ª posição na Hot 100, se tornando o segundo single de Ice Spice no top 10 da parada. Em 24 de maio de 2023, foi anunciado o lançamento de um remix da canção "Karma" de Taylor Swift, com participação de Ice Spice, previsto para o dia 26 de maio de 2023. O remix é uma faixa bônus nas edições especiais do décimo álbum de estúdio de Swift, Midnights (2022).

## Características musicais

### Estilo musical
A música de Ice Spice é principalmente drill. Seu nome veio de uma "finsta" (conta secreta no Instagram) que ela criou aos 14 anos. Ela disse que escreve todas as suas próprias letras. Ela foi inspirada para começar a fazer rap por Sheff G e Pop Smoke, e listou Lil' Kim, Nicki Minaj, Cardi B, Foxy Brown e Remy Ma como influências musicais devido às suas raízes em Nova Iorque. Ela também chamou Erykah Badu, Rihanna, Taylor Swift e Lauryn Hill de inspirações por causa de sua "vibração angelical graciosa de beleza atemporal".

## Vida pessoal
Ice Spice é abertamente bissexual. Atualmente ela reside em Nova Jersey.

## Discografia
EPS
- ''Like..?" (2023)
- "Like..? (Deluxe)" (2023)

Álbuns
- "Y2K!" (2024)

Singles
- "Bully Freestyle" (2021)
- "No Clarity" (2021)
- "Be a Lady" (2021)
- "Name of Love" (2021)
- "Euphoric" (2021)
- "Munch (Feelin' U)" (2022)
- "Bikini Bottom" (2022)
- "Princess Diana (Solo)" (2023)
- "Princess Diana (with Nicki Minaj) (2023)
- "Barbie World" (w/ Nicki Minaj and Aqua) (2023)
- "Deli" (2023)
- "Pretty Girl (ft. Rema) (2023)
- "Think U the Shit (Fart)" (2024)
- "Gimmie a Light" (2024)
- "Phat Butt" (2024)
- "Did It First (w2/ Central Cee) (2024)
- "Oh Shhh... (featuring Travis Scott) (2024)

### Outras canções nas paradas
| Ano                                                                                         | Canção                                    | Melhores posições nas paradas | Melhores posições nas paradas | Melhores posições nas paradas | Melhores posições nas paradas | Melhores posições nas paradas | Melhores posições nas paradas | Melhores posições nas paradas | Melhores posições nas paradas | Melhores posições nas paradas | Melhores posições nas paradas | Certificações | Álbum                         |
| Ano                                                                                         | Canção                                    | EUA                           | EUA R&B/HH                    | CAN                           | GLO                           | IRL                           | NLD                           | NOR                           | NZL                           | SUE                           | UK                            | Certificações | Álbum                         |
| ------------------------------------------------------------------------------------------- | ----------------------------------------- | ----------------------------- | ----------------------------- | ----------------------------- | ----------------------------- | ----------------------------- | ----------------------------- | ----------------------------- | ----------------------------- | ----------------------------- | ----------------------------- | ------------- | ----------------------------- |
| 2021                                                                                        | "Bully Freestyle"                         | —                             | —                             | —                             | —                             | —                             | —                             | —                             | —                             | —                             | —                             |               | Não adicionado à nenhum álbum |
| 2021                                                                                        | "No Clarity"                              | —                             | —                             | —                             | —                             | —                             | —                             | —                             | —                             | —                             | —                             |               | Não adicionado à nenhum álbum |
| 2022                                                                                        | "Be a Lady"                               | —                             | —                             | —                             | —                             | —                             | —                             | —                             | —                             | —                             | —                             |               | Não adicionado à nenhum álbum |
| 2022                                                                                        | "Name of Love"                            | —                             | —                             | —                             | —                             | —                             | —                             | —                             | —                             | —                             | —                             |               | Não adicionado à nenhum álbum |
| 2022                                                                                        | "Euphoric"                                | —                             | —                             | —                             | —                             | —                             | —                             | —                             | —                             | —                             | —                             |               | Não adicionado à nenhum álbum |
| 2022                                                                                        | "Munch (Feelin' U)"                       | —                             | 34                            | —                             | —                             | —                             | —                             | —                             | —                             | —                             | —                             |               | Like..?                       |
| 2022                                                                                        | "Bikini Bottom"                           | —                             | —                             | —                             | —                             | —                             | —                             | —                             | —                             | —                             | —                             |               | Like..?                       |
| 2023                                                                                        | "In Ha Mood"                              | 68                            | 24                            | 69                            | 198                           | 66                            | —                             | —                             | —                             | —                             | 71                            |               | Like..?                       |
| 2023                                                                                        | "Boy's a Liar Pt. 2" (com PinkPantheress) | 3                             | —                             | 2                             | 3                             | —                             | 24                            | 10                            | 1                             | 15                            | —                             | - RMNZ: Ouro  | Não adicionado à nenhum álbum |
| 2023                                                                                        | "Princess Diana" (com Nicki Minaj)        | 4                             | 2                             | 21                            | 26                            | —                             | —                             | 32                            | —                             | 22                            | 11                            |               | Like..?                       |
| 2023                                                                                        | "Barbie World" (com Nicki Minaj e Aqua)   | 7                             | 3                             | 22                            | 11                            | 26                            | —                             | —                             | 28                            | 76                            | 25                            |               | Barbie: The Album             |
| 2023                                                                                        | "Deli"                                    | 41                            | 12                            | 61                            | 87                            | —                             | —                             | —                             | —                             | 72                            | 103                           |               | Like..?                       |
| "—" denota lançamentos que não entraram nas paradas ou não foram lançados nesse território. |                                           |                               |                               |                               |                               |                               |                               |                               |                               |                               |                               |               |                               |

| Ano  | Canção                       | Melhores posições nas paradas | Melhores posições nas paradas | Melhores posições nas paradas | Álbum   |
| Ano  | Canção                       | EUA                           | EUA R&B/HH                    |                               | Álbum   |
| ---- | ---------------------------- | ----------------------------- | ----------------------------- | ----------------------------- | ------- |
| 2023 | "Gangsta Boo" (com Lil Tjay) | 82                            | 32                            | 21                            | Like..? |

### Videoclipes
| Ano  | Título                                 | Direção                     | Ref.   |
| ---- | -------------------------------------- | --------------------------- | ------ |
| 2021 | "No Clarity"                           | Kreative Films              | [ 54 ] |
| 2022 | "Name of Love"                         | Kreative Films              | [ 55 ] |
| 2022 | "Euphoric"                             | Denity                      | [ 56 ] |
| 2022 | "Munch (Feelin' U)"                    | George Buford               | [ 57 ] |
| 2022 | "Bikini Bottom"                        | George Buford               | [ 58 ] |
| 2023 | "In Ha Mood"                           | Oliver Cannon e Chris Villa | [ 59 ] |
| 2023 | "Princess Diana" (com Nicki Minaj)     | Edgar Esteves               | [ 60 ] |
| 2023 | "Barbie World" com Nicki Minaj e Aqua) | Hannah Lux Davis            | [ 61 ] |